# IRCop
IRCop é um operador de IRC, como exemplo BrasIRC, BrasChat e Virtualife, entre outros. O IRCop tem o poder de retirar uma pessoa da rede. Ele tem o poder de expulsar usuários que não respeitem as regras dos servidores, poder de suspender nicks (nomes de usuários) e canais que não se adequem as regras da rede. O IRCop é o regulador da rede, definido pelo administrador de IRC (ou IRCAdmin).
Todas ações do IRCop é logado e quaisquer ações abusivas são lidadas com severidade, de maneira que não significa que os IRCops não possam tomar medidas contra utilizadores abusivos, sejam eles spammers, cloners e abusadores. Não é possível aos IRCops escutarem a conversa privada de alguém, embora esta opção possa estar disponível em algumas redes.